# Riolama
Riolama is een geslacht van hagedissen uit de familie Gymnophthalmidae.
De groep werd voor het eerst wetenschappelijk beschreven door Thomas Marshall Uzzell in 1973. Er zijn vier soorten, inclusief de pas in 2015 beschreven soort Riolama inopinata. Alle soorten komen voor in delen van Zuid-Amerika en leven endemisch in Venezuela.

## Soortenlijst
| Soorten uit het geslacht Riolama | Soorten uit het geslacht Riolama   | Soorten uit het geslacht Riolama |
| -------------------------------- | ---------------------------------- | -------------------------------- |
| Naam                             | Auteur                             | Verspreidingsgebied              |
| Riolama inopinata                | Kok, 2015                          | Venezuela (Bolívar)              |
| Riolama leucosticta              | Boulenger, 1900                    | Venezuela                        |
| Riolama luridiventris            | Esqueda, La Marca & Praderio, 2004 | Venezuela (Amazonas)             |
| Riolama uzzelli                  | Molina & Señaris, 2003             | Venezuela (Amazonas)             |